# Heterosteus
Heterosteus è un genere estinto di pesci, appartenente ai placodermi. Visse nel Devoniano medio (circa 370 milioni di anni fa) e i suoi resti fossili sono stati ritrovati in Europa orientale, in Groenlandia e nelle Spitsbergen. È uno dei più grandi placodermi noti.

## Descrizione
Questo animale doveva raggiungere e forse oltrepassare i 6 metri di lunghezza. La sola corazza, che ricopriva la testa e la parte anteriore del corpo, era lunga un paio di metri. Lo scudo cefalico di Heterosteus era largo e relativamente piatto; gli occhi erano posti nell'estremità anteriore. L'aspetto doveva essere abbastanza simile a quello di un altro placoderma, Homosteus, ma al contrario di quest'ultimo Heterosteus era dotato di enormi processi anteriori sulle placche dorsolaterali. Al contrario della maggior parte dei placodermi artrodiri, Heterosteus era dotato di mascelle deboli e prive di denti.

## Classificazione
Heterosteus è considerato un rappresentante primitivo degli artrodiri, un gruppo di placodermi di grande diffusione e dalle specializzazioni diversificate. Benché relativamente simile ad alcuni artrodiri come Homosteus, si ritiene che Heterosteus fosse una forma più basale. Di questo animale sono note varie specie, tra cui H. ingens dell'Estonia e H. groenlandicus della Groenlandia.

## Paleobiologia
I fossili di Heterosteus sono stati ritrovati in depositi fluviali; le caratteristiche mascelle deboli e prive di denti, unitamente al cranio piuttosto piatto, suggeriscono che Heterosteus fosse un gigantesco organismo filtratore, che probabilmente si muoveva lentamente all'interno di laghi e grandi fiumi nutrendosi di piccoli animali e particelle.